# Ryan Moseley
Ryan Moseley (ur. 8 października 1982) – pochodzący z Barbadosu brytyjski lekkoatleta, sprinter, od 4 lipca 2008 reprezentujący Austrię.

## Osiągnięcia
- 8. miejsce podczas halowych mistrzostw Europy (bieg na 60 m - Turyn 2009)
- srebrny medal mistrzostw świata wojskowych (bieg na 100 m - Sofia 2009)
- 18. miejsce w półfinale podczas halowych mistrzostw świata (bieg na 60 m - Doha 2010)
- 1. miejsce w biegu na 200 metrów oraz 2. miejsce w biegu na 100 metrów podczas zawodów II ligi drużynowych mistrzostw Europy (Belgrad 2010)
- wielokrotny mistrz Austrii na różnych dystansach

## Rekordy życiowe
- bieg na 100 m – 10,18 (2010)
- bieg na 200 m – 20,83 (2009)
- bieg na 50 m (hala) – 5,78 (2010) rekord Austrii
- Bieg na 60 m (hala) – 6,63 (2009)